# Кетрін Софія Кейн
Кетрін Софія Кейн (англ. Katherine Sophia Kane, до шлюбу Бейлі, англ. Baily; 1811—1886) — ірландська жінка-ботанік, відома своєю книгою про ірландські квіткові рослини The Irish Flora (1833).

## Біографія
Кетрін Софія Бейлі народилася 11 березня 1811 року, була єдиною дитиною Генрі та Бріджит Бейлі. Її батько був із Беркшир, Англія, переїхав по Ірландії, щоб працювати дистилятором. Її дядько Френсіс Бейлі був астрономом та віцепрезидентом Королівського товариства. Після смерті обох батьків у молодому віці Кетрін виховував її дядько Маттіас О'Келлі з Рочестаун Хаус, Киллини, Графство Дублін. Матіас цікавився природною історією, оскільки один із його синів, Джозеф О'Келлі був геологом.
У 1838 році Кетрін вийшла заміж за Роберта Кейна. Вважається, що вона познайомилася з Робертом Кейном після того, як йому помилково надіслали копію The Irish Flora. Коли її чоловіка обрали президентом щойно створеного Університетського коледжу Корка, леді Кейн відмовилася туди переїхати, воліючи залишитися в Дубліні, доглядаючи за своєю колекцією екзотичних рослин.
У Кейнів було семеро дітей. Кетрін Кейн померла 25 лютого 1886 року в Дубліні.

## Наукова діяльність
Ботанічна праця Ліннея The Irish Flora, опублікована анонімно у 1833 році, приписується їй. На момент першої публікації Кетрін було 22 роки, та хоча це не була велика робота, вона одна з перших у своєму роді, і її хвалили за точність. Книга стала рекомендованим підручником з ботаніки в Триніті-коледж. У 1836 році 25-річна Кетрін стала першою жінкою, обраною членом Ботанічного товариства Шотландії, а її гербарій зберігається в Університетському коледжі Корка. Також вона цікавилася арбористикою, писала на цю тему дляIrish Farmer's and Gardener's Magazine.